# キム・ビョンセ
キム・ビョンセ（金 炳世、ハングル：김병세　1962年9月26日 - ）は大韓民国の俳優。カリフォルニア州立大学ロングビーチ高校卒業。未婚。特技はサッカー、水泳。

## 経歴
1993年、アメリカ映画『ウェスタン・アベニュー』でデビューし、後に本国で俳優活動をする。韓国人離れをした容姿と、アメリカ留学をした経験を持つ彼は韓国系アメリカ人やエリート役を演じることが多く、朝の連続ドラマに出演していたことから「朝ドラのチャン・ドンゴン」と呼ばれたことがあった 。

## 出演作品

### テレビドラマ
- 林巨正（1996年、SBS）
- 折鶴（1998年-1999年、KBS）
- ホジュン 宮廷医官への道（1999年-2000年、MBC） - ユ・ドジ（柳道知）役
- 新貴公子（2000年、MBC） - カン・ソンイル役
- ローファーム（2001年、SBS） - ミン検事役
- 東洋劇場（2001年、KBS） - ホン・スンオン役
- バッドガールズ（2002年、SBS） - チョン・テクス役
- オールイン（2003年、SBS） - マイケル・チャン役
- イブの花園（2003年-2004年、SBS） - イム・ドンヒョン役
- 武人時代（2003年-2004年、KBS） - 明宗役
- 火の鳥（2004年、MBC） - キム・ホジン役
- 薔薇の戦争（2004年、MBC） - イ・ヒョヌ役
- 張吉山（チャン・ギルサン）（2004年、SBS） - キム・ギ役
- あなたは星（2004年-2005年、KBS） - シム・チュンボ役
- 妻の報復（2005年、SBS） - ハン・ソンウ役
- 結婚しよう!（2005年-2006年、MBC） - イ・ギョンソク役
- 愛したい（2006年、SBS） - カン・ジホン役
- 淵蓋蘇文（2006年-2007年、SBS） - 武烈王役
- 私の男の女（2007年、SBS） - ホ・ダルサム役
- ヒット（2007年、MBC） - チャーリー・パク役
- 王と私（2007年-2008年、SBS） - 世祖役
- テロワール（2008年、SBS）アンドレ・イム(イム・ドクチル)
- チュンジャさん!～恋のお祭り騒ぎ～（2008年、MBC）パク・タルサム
- ラスト・スキャンダル（2008年、MBC） - アン・ユシク 役
- 太陽をのみ込め（2009年、SBS） - トニー役
- その男が憎らしい（2009年、MBC） - ペ・ドシク役
- 済衆院（2010年、SBS） - 日本公使 役
- 三姉妹（2010年、SBS） - チョン・ジェソク役
- 我が家の女たち（2011年、KBS） - チャ・ソンジュ役
- 私も花!（2011年、MBC） - 警察署長役
- マイダス（2011年、SBS） - ジェームズ・ジョン役
- カラー・オブ・ウーマン（2011年-2012年、チャンネルA） - ナム・ジュングン役
- フルハウスTAKE2（2012年、TBS） - ファン・ボムス 役
- Dr.JIN（2012年、MBC） - 哲宗（チョルジョン）役
- チョンウチ（田禹治）（2012年-2013年、KBS） - オ・ヨン役
- 彼女の神話（2013年、JTBC） - キム・ジョンウク役
- 約束のない恋（2013年-2014年、JTBC） - イ・サンナム役
- 花じいさん捜査隊（2014年、tvN） - チェ・ジェウク役
- 今日から愛してる（2015年、KBS） - チャン・ボムシク役
- 華麗なる誘惑（2015年-2016年、MBC） - チン・ジョンギ役
- 恋のドキドキスパイク（2016年、WEB） - ペク・ジョンウク役
- 野獣の美女コンシム（2016年、SBS） - 法律事務所の代表役
- あなたは贈りもの（2016年、SBS） - キム・チョリョン役
- マン・ツー・マン～君だけのボディガード～（2017年、JTBC） - チャ・ミョンソク役
- ひと夏の奇跡（2017年、SBS） - イ・ゴンチョル役
- ラジオロマンス〜愛のリクエスト〜（2018年、KBS） - チ・ユンソク役
- 金持ちの息子（2018年、MBC） - パク・ボムジュン役
- ウラチャチャ My Love（2018年、JTBC） - パク・チャンホ役

### 映画
- KT（2002年） - 金俊権役

## 参考資料
- 『ホジュン 宮廷医官への道 公式ガイドブック』（書籍）